# Endoraecium tierneyi
Endoraecium tierneyi är en svampart som först beskrevs av J. Walker & R.G. Shivas, och fick sitt nu gällande namn av M. Scholler & Aime 2006. Endoraecium tierneyi ingår i släktet Endoraecium och familjen Raveneliaceae.   Inga underarter finns listade i Catalogue of Life.